# Brosscroft
Brosscroft – wieś w Anglii, w hrabstwie Derbyshire, w dystrykcie High Peak. Leży 69 km na północny zachód od miasta Derby i 251 km na północny zachód od Londynu.